# 紀元前509年
紀元前509年（きげんぜんごひゃくきゅうねん）は、西暦（ローマ暦）による年。
当時、古代ローマにおいては、「ブルトゥスとコッラティヌスが共和政ローマ執政官に就任した年」として知られていた。紀元前1世紀の共和政ローマ末期以降においてはローマ建国紀元245年とされた。紀年法として西暦（キリスト紀元）がヨーロッパで広く普及した中世時代初期以降、この年は紀元前509年と表記されるのが一般的となった。

## 他の紀年法
- 干支 : 壬辰
- 日本
  - 皇紀152年
  - 懿徳天皇2年
- 中国
  - 周 - 敬王11年
  - 魯 - 定公元年
  - 斉 - 景公39年
  - 晋 - 定公3年
  - 秦 - 哀公28年
  - 楚 - 昭王7年
  - 宋 - 景公8年
  - 衛 - 霊公26年
  - 陳 - 恵公25年
  - 蔡 - 昭侯10年
  - 曹 - 隠公元年
  - 鄭 - 献公5年
  - 燕 - 平公15年
  - 呉 - 闔閭6年
- 朝鮮
  - 檀紀1825年
- ベトナム :
- 仏滅紀元 : 36年
- ユダヤ暦 : 3252年 - 3253年

## できごと

### 共和政ローマ
- 王政ローマが打倒され、共和政が始まる。
- 執政官の最初のふたりが選出される。
- 王位を追われたタルクィニウスの復位を画策した陰謀が発覚し、加担した者が処刑される。
- タルクィニウスが率いたウェイイやタルクイニイの軍勢は、シルウァ・アルシアの戦い (Battle of Silva Arsia) でローマ軍に敗れた。執政官プブリウス・ウァレリウス・プブリコラは、共和政最初の大勝利を3月1日に祝った。
- 9月13日 - ローマのカンピドリオの丘の上に建設されたユピテル・オプティムス・マキシムス、ユーノー、ミネルウァ神殿の奉献式が、満月の日に行なわれた。
- カルタゴがローマとの相互不可侵条約に調印した[1]。

### 中国
- 晋の魏舒が諸侯の大夫を狄泉に召集して、成周の城壁を修築させた。
- 晋の士弥牟（士景伯）が宋の仲幾を捕らえて京師に送った。
- 魯の定公が即位。先王昭公は、紀元前510年に斉で没しており、紀元前517年に昭公が斉に逃れて以来の空位時代が終わった。

## 死去
- ルキウス・ユニウス・ブルトゥス - 共和政ローマ執政官、共和政ローマの創設者
- ティトゥス・ユニウス・ブルトゥス、ティベリウス・ユニウス・ブルトゥス - ルキウス・ユニウス・ブルトゥスの息子たちであったが、彼らのおじにあたるウィテッリ家 (Vitellii) のふたりや、アクィリ家 (Aquillii) の3兄弟らとともにタルクィニウスの陰謀に加担したとして処刑された。
- アルンス・タルクィニウス - 王政ローマ最後の王タルクィニウスの次男
- スプリウス・ルクレティウス・トリキピティヌス (Spurius Lucretius Tricipitinus) - 共和政ローマの予備執政官 (Consul suffectus)
- 魏舒 - 晋の武将、政治家。（生年不明）